# Uğur Şahin
Uğur Şahin (pronunciado /uːɾ ʃaː.hin/), (Alejandreta, Provincia de Hatay, Turquía, 19 de septiembre de 1965) es un médico, oncólogo alemán de origen turco. Sus campos principales de investigación son el cáncer y la inmunología. Ha sido catedrático de Oncología experimental en la III Clínica Médica de la Universidad de Maguncia desde 2006 y presidente del consejo de administración y director ejecutivo de BioNTech SE desde 2008, una compañía que él ha cofundado con su esposa, Özlem Türeci. Şahin está considerado uno de los principales desarrolladores de la vacuna del  COVID-19. Junto con su cónyuge, están entre el centenar de personas más ricas en Alemania; en 2020 Forbes estimó su valor neto en $5,2 mil millones de dólares.

## Vida
Uğur Şahin nació el 29 de septiembre de 1965 en Alejandreta (provincia de Hatay). Se mudó con su madre de Turquía a Alemania a la edad de cuatro años para vivir con su padre, que trabajaba en las fábricas de Ford de Colonia. Además del fútbol, estaba interesado en libros de divulgación científica, que tomaba prestados de la biblioteca de la iglesia católica. Se graduó en el gymnasium Erich Kästner del barrio de Niehl, en Colonia, en 1984, habiendo sido el primer niño turco hijo de inmigrantes en la escuela. Realizó cursos avanzados de matemáticas y química.
Şahin conoció a su futura esposa, Özlem Türeci, durante su trabajo en el Hospital universitario del Sarre en Homburgo, donde Türeci completó su último año de estudios. La pareja se casó en 2002; tienen una hija. Ambos son musulmanes.

## Educación
Şahin estudió Medicina en la Universidad de Colonia de 1984 a 1992. Se doctoró en 1992 con una tesis sobre inmunoterapia de células tumorales (anticuerpos monoclonales biespecíficos para la activación de precursores citostáticos en células tumorales), que fue calificada summa cum laude. El director de su tesis fue Michael Pfreundschuh. De 1992 a 1994 estudió matemáticas en la Fernuniversität Hagen.

## Carrera e investigación
Şahin trabajó como médico de medicina interna y hematología / oncología de 1991 a 2000 en el Hospital universitario de Colonia y luego en el Hospital universitario del Sarre en Homburgo. Se habilitó en 1999 en el campo de la medicina molecular y la inmunología. Después de trabajar en el Instituto de Inmunología Experimental del Hospital universitario de Zúrich en 2000, se trasladó al Centro Médico Universitario de Maguncia. Allí, se ha desempeñado en diversos puestos de liderazgo en investigación oncológica e inmunología desde 2001 y ha sido profesor de oncología experimental en la III Clínica Médica desde 2006.
Şahin trabaja en la identificación y caracterización de nuevas moléculas diana (antígenos) para la inmunoterapia de los tumores cancerígenos, por ejemplo cáncer de mama, cáncer de próstata, cáncer de pulmón y otros cánceres peligrosos. El objetivo es desarrollar una vacuna contra el cáncer basada en ácido ribonucleico (ARN), una sustancia mensajera con información genética que desencadena una reacción correspondiente del sistema inmunitario, lo que lleva a la inhibición y regresión de los tumores. Estas vacunas de ARN no provocan un cambio genético permanente en el material genético de las célulass. Sin embargo, en términos simples, se disuelven nuevamente después de un «uso único» para formar una proteína. Uno de los problemas es desarrollar un proceso de ingeniería genética para que estas vacunas desencadenen una respuesta directa y dirigida del sistema inmunológico después de la inyección. Al desarrollar estas cadenas de ARN optimizadas, Uğur Şahin y su equipo de investigación han logrado un éxito notable en los últimos años.
Şahin se ve a sí mismo como un ingeniero inmunológico que intenta utilizar los mecanismos antivirales del cuerpo para tratar, por ejemplo, el cáncer cuando el sistema inmunológico no puede combatirlo. Su visión es guiar al sistema inmunológico para que «nos proteja o alivie ciertas enfermedades».

### Centro Médico Universitario de Maguncia
En 2000, Şahin se convirtió en jefe del grupo de investigación junior del SFB 432 del Centro Médico Universitario de Maguncia y en 2003 en presidente del Centro de Vacunas Tumorales. Desde 2006 es profesor numerario en el Departamento de Oncología Experimental y Traslacional. En 2010, fue el fundador de Oncología Traslacional en el Centro Médico Universitario de la Universidad Johannes Gutenberg de Maguncia (TRON). Se trata de un instituto de investigación biofarmacéutico que desarrolla nuevas herramientas de diagnóstico y medicamentos para tratar el cáncer y otras enfermedades con una gran necesidad médica no satisfecha. Se centra en la medicina individualizada y la inmunoterapia contra el cáncer. Desde su fundación hasta septiembre de 2019 fue su director científico. Desde entonces, ha trabajado como asesor científico y supervisor de doctorados de estudiantes. Por su trabajo en este campo, Şahin fue galardonado con el Premio Alemán del Cáncer. Es subdirector del Centro Universitario de Enfermedades Tumorales de Maguncia (UCT Mainz), fundado en 2011. La UCT es una asociación de todas las instituciones activas del Centro Médico Universitario de Maguncia que se centran en la oncología clínica o en la investigación oncológica. En 2017 participó en el establecimiento del nuevo Instituto Helmholtz HI-TRON, que es una cooperación entre el Centro Alemán de Investigación Oncológica (DKFZ) y TRON. Es uno de los directores científicos del nuevo Instituto Helmholtz. Durante la ceremonia de fundación, Şahin declaró que cree que «el cáncer puede ser derrotado en el futuro».

### Ganymed Pharmaceuticals
Şahin cofundó la empresa Ganymed Pharmaceuticals en 2001, junto con su esposa, Özlem Türeci. Esta empresa desarrolló el anticuerpo monoclonal Zolbetuximab, que se utilizará contra el cáncer de esófago y gastrointestinal. En 2016, la compañía fue vendida a Astellas Pharma por un monto de al menos centenares de millones. Después de estudios exitosos de fase II, el fármaco se encuentra en fase III desde 2020. El proyecto que dirigió para desarrollar vacunas innovadoras contra el cáncer fue uno de los doce proyectos premiados económicamente por el Ministerio Federal de Educación e Investigación de Alemania en 2006 como parte de la ofensiva de empresas emergentes de biotecnología de reciente creación (GO-Bio).

### BioNTech

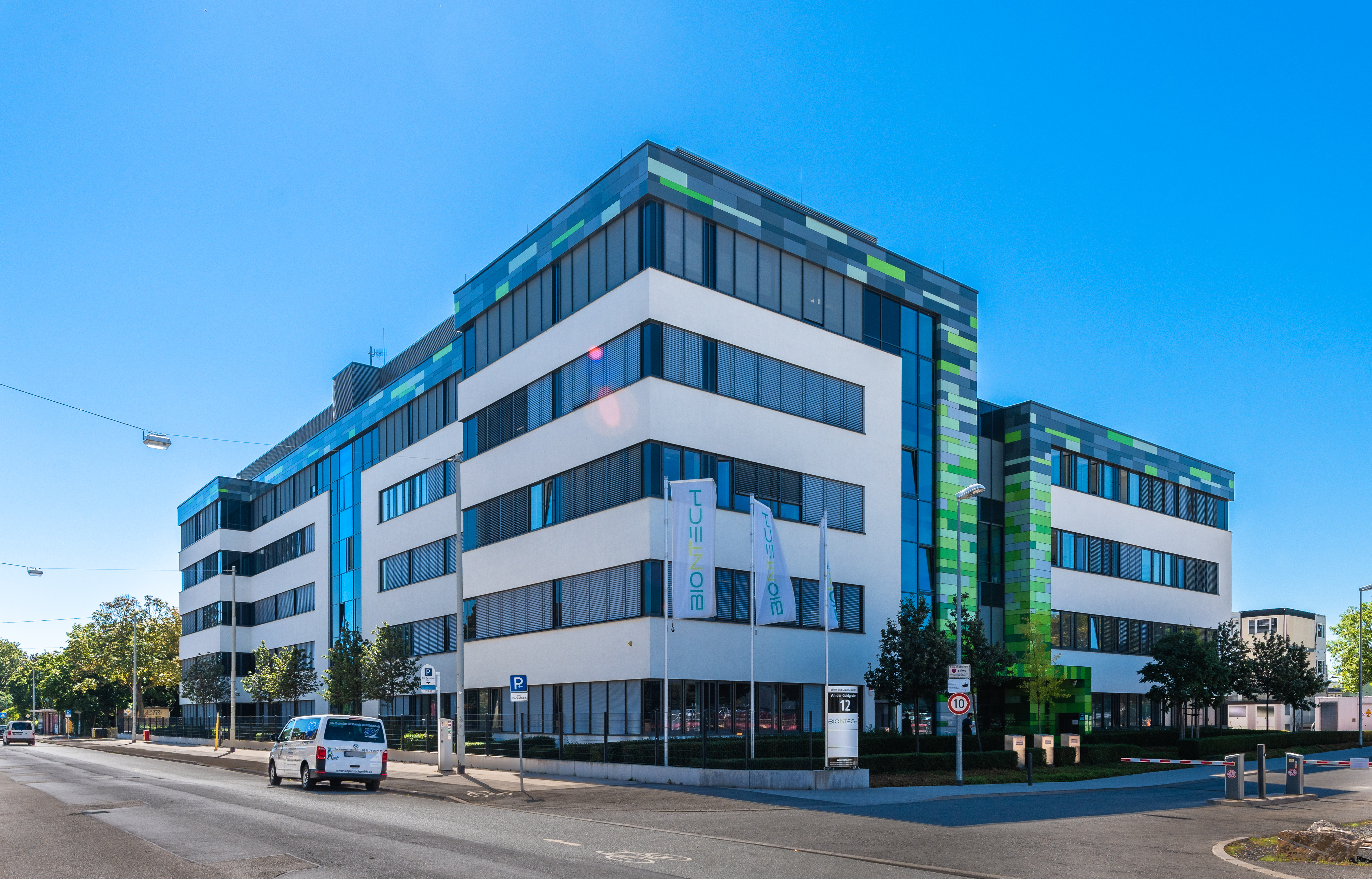
Sede de BioNTech SE en Maguncia

Şahin fue uno de los fundadores de la empresa de biotecnología BioNTech, con sede en Maguncia (Alemania), en 2008 y ha sido su director ejecutivo desde entonces. BioNTech se centra en desarrollar y fabricar inmunoterapias activas para un enfoque específico del paciente para el tratamiento del cáncer y otras enfermedades graves. El enfoque principal de su trabajo de investigación es el descubrimiento de medicamentos basados en ARNm para su uso como inmunoterapias individualizadas contra el cáncer, como vacunas contra enfermedades infecciosas y como terapias de reemplazo de proteínas para enfermedades raras. Posee una participación minoritaria en la sociedad cotizada. Desde abril de 2020, BioNTech ha estado investigando una vacuna contra la enfermedad pulmonar COVID-19 bajo la dirección de Şahin y su esposa Özlem Türeci, quien también es miembro de la junta directiva de la compañía. Şahin posee varias patentes que ha presentado con su empresa y socios.
En el contexto del debate sobre la distribución de una posible vacuna, Şahin afirmó que una clave en la lucha contra el COVID-19 es la cooperación internacional. No hay «discusión» sobre si la vacuna está disponible solo para países individuales. La eficacia y seguridad de una vacuna, incluidos los efectos secundarios, siempre deben comunicarse de forma transparente. Está comprometido a garantizar que esto se haga de forma repetida y confiable, para dar la oportunidad de informarse y de sentirse informado. Şahin está en contra de la vacunación obligatoria y enfatiza el carácter voluntario de la vacunación. En el otoño de 2020, se asoció con la compañía farmacéutica estadounidense Pfizer y planeó obtener la aprobación para una vacuna antes de fines de 2020. En noviembre, la compañía informó una eficacia del 95 por ciento de la vacuna BNT162b2, la cual fue aprobada y se utiliza a nivel masivo en varios países entre ellos Estados Unidos, Colombia y Chile.
En 2019, Şahin fue galardonado con el Mustafa Prize, un premio bienal para musulmanes en ciencia y tecnología conocido como el "Nobel Musulmán".

## Membresías
Şahin ha sido miembro de la Sociedad Alemana de Inmunología desde 2004 y es miembro del Comité de Programa de la Asociación de Inmunoterapia contra el Cáncer (CIMT), Grupo de Investigación Reguladora de Maguncia, desde 2008. En 2012 fue uno de los fundadores del Grupo de Inmunointervención Individualizada (CI3) en Maguncia. Ha sido miembro de la Asociación Estadounidense para la Investigación del Cáncer (AACR) desde 2014 y de la Sociedad Estadounidense de Oncología Clínica (ASCO) desde 2015.

## Publicaciones
La Biblioteca Nacional de Medicina de Estados Unidos enumera 345 estudios clínicos y otras publicaciones en las que participó Şahin. La Oficina de Patentes y Marcas de Estados Unidos enumera varias patentes relacionadas con él.

## Premios
- 1995: Premio Vincenz Czerny de la Sociedad alemana de Hematología[58]
- 1995: Premio al mérito de la Sociedad Estadounidense de Oncología Clínica (ASCO)[13]
- 1997: Premio de Investigación Calogero Paglierello[59]
- 2005:Premio Georges Kohler de la Sociedad Alemana de Inmunología[60][61]
- 2006 y 2010: Premio GO-Bio del Ministerio Federal de Educación e Investigación[62]
- 2012: Premio BMBF Spitzencluster para proyectos TRON como parte del Clúster Regional CI3 para Intervención Inmunológica Individualizada[63]
- 2017/18: Beca avanzada ERC en ciencias biológicas[64]
- 2019: Premio Mustafá[65]
- 2019: Premio Alemán del Cáncer[66]
- 2020: Premio Nacional Alemán de Sostenibilidad[67]
- 2020: Persona del año del Financial Times[68]
- 2021: Premio Princesa de Asturias de Investigación Científica y Técnica, junto con Katalin Karikó, Drew Weissman, Philip Felgner, Özlem Türeci, Derrick Rossi y Sarah Gilbert por su contribución científica encaminada a enfrentar la pandemia de COVID-19 y que «de forma independiente, han contribuido al desarrollo de alguna de las vacunas aprobadas hasta la fecha, todas ellas basadas en diferentes estrategias, que tienen la proteína S como blanco común».[69]
- 2022 el Werner von Siemens Ring en 2022.[70]